# Ли-Метфорд
Ли-Метфорд (англ. Lee-Metford) — британская армейская винтовка с продольно-скользящим затвором. В 1888 году после девяти лет разработки заменила винтовку Мартини-Генри, но через короткий промежуток времени была заменена аналогичной винтовкой Ли-Энфилд.

## Конструкция
Магазинная винтовка «Ли-Метфорд» (MLM) совмещала затворную схему Джеймса Пэйриса Ли и конструкцию ствола с семью нарезами Уильяма Метфорда. Важным усовершенствованием был скользящий затвор Ли. Вынесенная назад рукоять затвора располагалась выше спускового крючка и позволяла стрелку быстрее управляться с оружием. Угол поворота рукояти сократился до 60 градусов против 90 градусов у некоторых современных французских и немецких винтовок. Был введён отъёмный коробчатый магазин увеличенной ёмкости взамен неотъёмных по типу Манлихера. Неглубокая полигональная нарезка канала ствола Метфорда препятствовала образованию нагара.

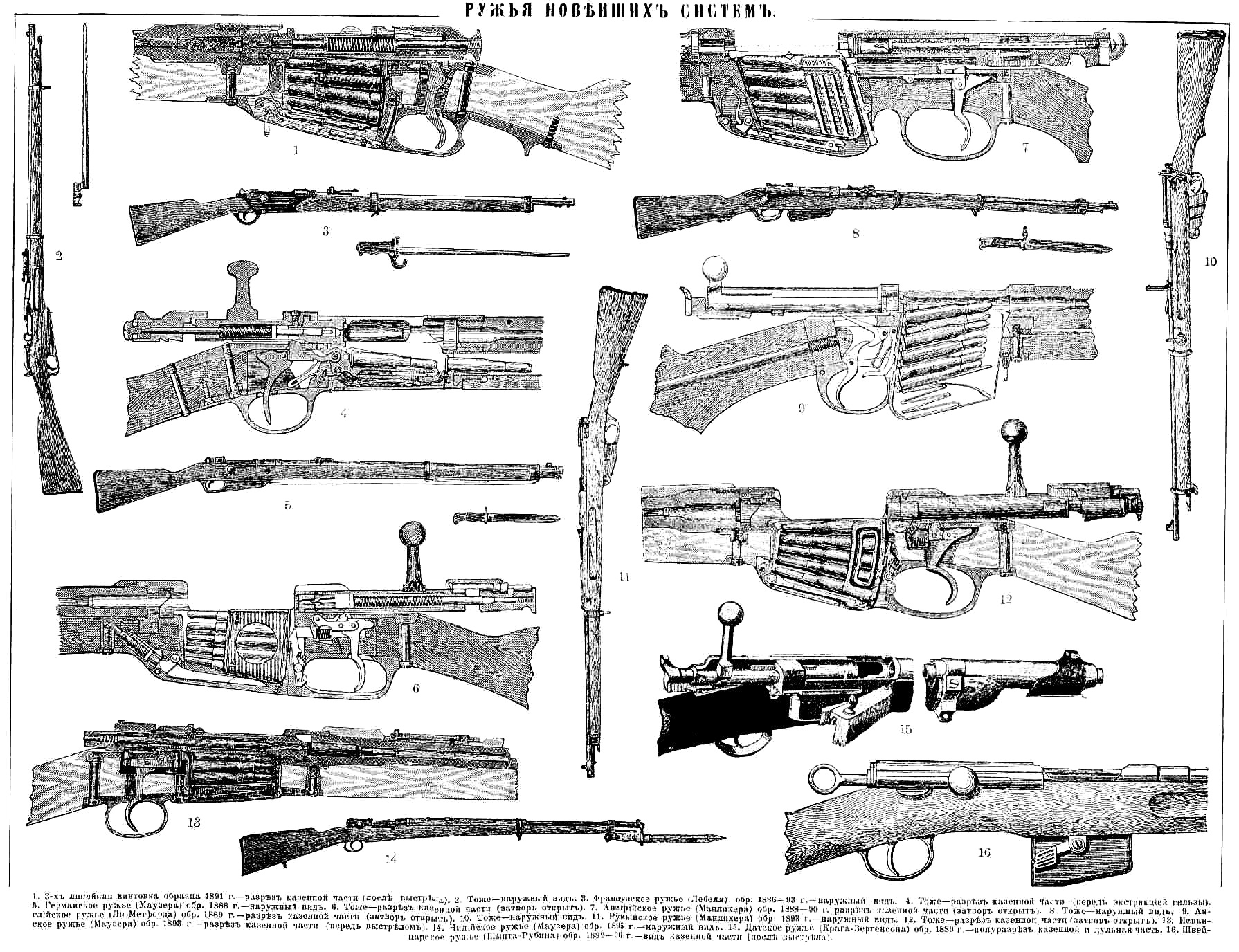
Винтовки конца XIX века. № 9-10. ЭСБЕ

## Замена на «Ли-Энфилд»
Несмотря на прогрессивные конструкционные изменения, винтовка была разработана с расчётом на патроны .303, снаряжённые устаревшим дымным порохом. Появившиеся вскоре патроны с бездымным порохом (кордитом, баллиститом, райфллитом) не демаскировали стрелка и давали большую начальную скорость пули. Однако, как показали испытания «Ли-Метфорда», для новых патронов требовались более глубокие нарезы из-за сильного износа ствола, приходившего в негодность уже после 5 тысяч выстрелов. Вследствие этого несоответствия конструкции, а также задержки производства кордита, войскам пришлось временно использовать патроны с дымным чёрным порохом для имеющегося оружия.
В ходе недолгой службы усовершенствованиям подверглись магазин (увеличен с 8 до 10 патронов), прицельные приспособления и предохранитель.
Пришедшая на замену винтовка «Ли-Энфилд» в целом унаследовала конструкцию предшественницы, но была адаптирована к патронам бездымного пороха. С 1895 года винтовка «Ли-Метфорд» стала заменяться на «Ли-Энфилд». Обозначение калибра винтовки и патрона в дюймовой системе не изменилось — .303 (в винтовках «Ли- Метфорда» и «Ли — Энфилда» использовался один и тот же патрон), в метрической системе изменение формы нарезов послужило основанием условного обозначения калибра винтовки — 7,71 мм. Некоторое количество винтовок было расточено и приведено к стандарту «Ли-Энфилд» модификации SMLE. В декабре 1902 г. на вооружение принимается новый укороченный, единый для всей армии, образец винтовки «ЛИ -Энфилд» -С.М.Л.Е. (короткая магазинная, «Ли- Энфилд»). Винтовка имела приспособление для наполнения магазина патронами с помощью обойм (магазин вмещал две обоймы по 5 патронов каждой). Прицел был секторным, с боковым смещением целика, насеченный для стрельбы на дальность до 2000 ярдов (1825 м). Так же имелся боковой прицел, состоящий из откидного диоптра и подвижной мушки, устанавливаемой для стрельбы на дальность от 1700 до 2800 ярдов (1560 и 2550 м). Коммерческое производство спортивной модели продолжалось до Второй мировой войны.

## Применение

### Восстание махдистов в Судане
Техническое превосходство британских солдат, использование скорострельных магазинных винтовок и пулеметов Максима обеспечило победу при Омдурмане (1898).

### Англо-бурская война
Замена винтовки на новую модель затянулась на несколько лет, и «Ли-Метфорд» ещё состояла на вооружении в некоторых полках к началу второй англо-бурской войны (1899). Столкновение с цивилизованным противником, оснащенным современным оружием (Маузер 1895), выявило ряд слабых сторон британской тактики и обучения пехоты, а также недостатки их винтовки. Британцы ощутимо проигрывали в точности на дистанциях свыше 360 метров. Опыт войны был обобщен в проекте маузероподобной винтовки «Pattern 1913 Enfield», который не был реализован из-за мировой войны.

### Церемониальное оружие
Сейчас «Ли-Метфорд» принята как церемониальное оружие в роте Атхолльских шотландских стрелков.

## Автоматическая винтовка Чарльтона

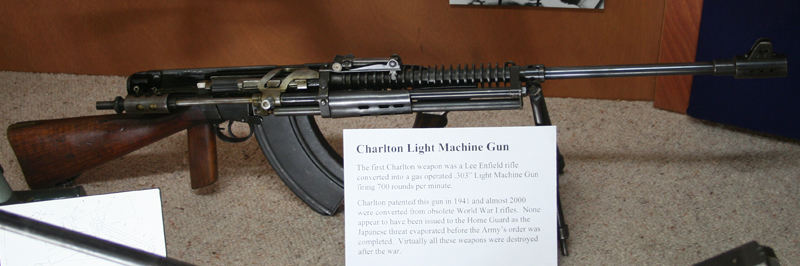
Автоматическая винтовка Чарльтона

Некоторое число старых экземпляров «Ли-Метфорд» и «Ли-Энфилд» были переделаны в опытные самозарядные винтовки, например, по проекту Хауэлла или по проекту Райдера (ЮАС, 1940). Более известна конструкция автоматической винтовки, предложенная новозеландским инженером Филиппом Чарльтоном.
Во время Второй Мировой войны большая часть новозеландских подразделений действовала вдали от родины, в северной Африке. Вступление Японии в войну создало угрозу островам и обнаружило нехватку пулеметов для местной обороны. Недостаток ручных пулеметов «Брен» вынудил искать способы переделки старого вооружения в автоматическое. С 1942 года для новозеландского правительства было изготовлено более 1500 единиц, сделанных, в частности, и из винтовок «Ли-Метфорд».
Небольшое число переделанных винтовок сохранилось в музеях и частных коллекциях.

## «Минута безумия»
Термин «Минута безумия» относится к довоенному нормативу, требующему от британских солдат делать 15 прицельных выстрелов в минуту по 30-сантиметровой цели на расстоянии 270 метров. Зафиксированный в 1914 году рекорд скорострельности составляет 38 выстрелов и принадлежит инструктору сержант-майору Сноксхоллу. Во время мировых войн солдаты нередко перекрывали норматив «минуты безумия».